# Мурко, Матиаш
Матиаш (Матия, Матвей Мартынович) Мурко (словен. Matija Murko; 10 февраля 1861 — 11 февраля 1952, Прага, Чехословакия) — словенский филолог и педагог.

## Биография

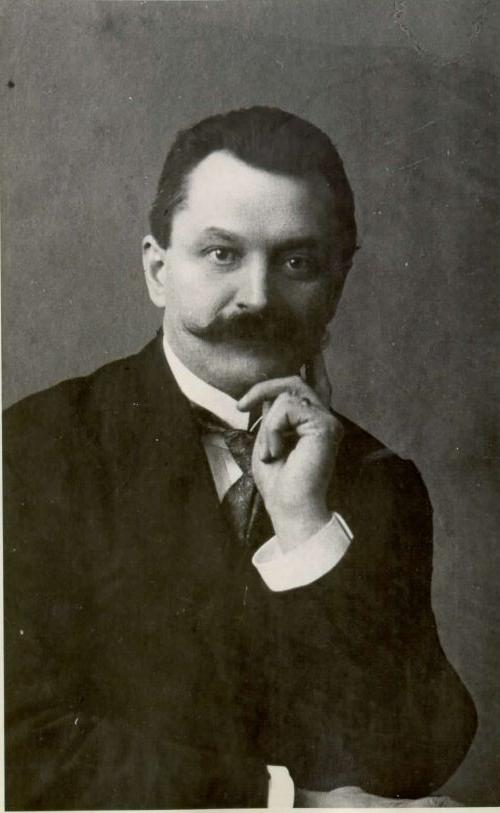
Мурко в 1895 году

Родился в южной Штирии, в крестьянской семье. Учился в средней школе в Птуе и Мариборе. Изучал славянскую и германскую филологию в Венском университете, где был учеником Франца Миклошича. После получения докторской степени в Вене в 1886 году он, как стипендиат Венского университета, в 1887 году отправился в Россию, где пробыл полтора года, слушая лекции в Петербурге и Москве. По возвращении в Вену занял место переводчика в министерстве иностранных дел и, овладев всеми славянскими наречиями, стал преподавать словенский язык в Терезианской академии и русский язык в Училище восточных языков.
Состоял приват-доцентом славянских языков в Венском университете. С 1902 по 1917 год преподавал в Грацском университете, с 1917 по 1920 год — в Лейпцигском университете. С 1920 по 1931 год он преподавал в Карловом университете в Праге, где поселился и жил до своей смерти в 1952 году. В Карловом университете он основал Славянский институт (Slovanský ústav), которым руководил до 1941 года. Член-корреспондент АН СССР c 06.12.1924 по отделению русского языка и словесности (славянская филология).
Для русских учёных наиболее интересны статьи Мурко, посвященные «Повести о 7 мудрецах»; здесь развита мысль, что эта и некоторые др. повести были переведены с польского языка на белорусской почве и из Белоруссии перешли в московскую Русь, подвергаясь исправлениям и поправкам со стороны переписчиков, которые старались писать словено-российским языком.

## Труды
- «Энклитика у славян» (в «Letopis Matice Slowenske», 1891—92),
- «К объяснению некоторых грамматических форм в новословенском яз.» (в «Archiv für slaw. Philol.», XIV),
- «История повести о семи мудрецах у славян» (в «Sitzungsberichte der kais. Akademie der Wissensch.», CXXII, Вена, 1890),
- «Болгарские и сербские переводы о 7 мудрецах» (в «Rad jugoslav. Acad.», кн. С),
- «Заметки по истории текста книги о 7 мудрецах» (в «Zeitschrift f. vergl. Litteraturgeschichte», neue Folge, т. IV),
- «О немецких влияниях на зарождение романтизма у славян» (часть I, Грац, 1896),
- «Первые сравнители санскрита с славянскими языками» (в «Rad jugosl. Akd.» (XXVII).